# Philippe Roncoli
Philippe Roncoli est un patineur artistique français. Il a été vice-champion du monde junior en 1983 et champion de France 1987.

## Biographie

### Carrière sportive
Philippe Roncoli a représenté la France à trois championnats du monde junior (de 1981 à 1983) et est devenu vice-champion du monde junior à sa troisième participation en 1983 à Sarajevo, derrière l'américain Christopher Bowman.
En 1984/1985, il monte pour la première fois sur le podium des championnats de France 1985 à Belfort. Il conquiert la médaille d'argent derrière Fernand Fédronic.
En 1985/1986, il récidive en remportant pour la seconde fois la médaille d'argent lors des championnats de France 1986 à Franconville, derrière Laurent Depouilly. Il participe ensuite pour la première fois aux championnats d'Europe à Copenhague (11e).
En 1986/1987, il participe successivement au Skate America (10e) puis au Trophée NHK au Japon où il obtient la médaille de bronze. Il devient ensuite champion national lors championnats de France 1987 à Épinal. Ce titre lui permet de patiner aux championnats d'Europe de février 1987 à Sarajevo (7e), et aux championnats du monde de mars 1987 à Cincinnati (18e). La saison 1986/1987 représente le sommet de sa carrière sportive.
Philippe Roncoli se retire des compétitions amateurs à la fin de l'été 1987.

## Palmarès
| Compétitions principales      | 1981    | 1982    | 1983    | 1984    | 1985    | 1986    | 1987    |  |  |  |  |  |  |  |
| Jeux olympiques d'hiver       |         |         |         |         |         |         |         |  |  |  |  |  |  |  |
| Championnats du monde         |         |         |         |         |         |         | 18e     |  |  |  |  |  |  |  |
| Championnats d’Europe         |         |         |         |         |         | 11e     | 7e      |  |  |  |  |  |  |  |
| Championnats de France        |         |         |         | 5e      | 2e      | 2e      | 1er     |  |  |  |  |  |  |  |
| Championnats du monde juniors | 14e     | 8e      | 2e      |         |         |         |         |  |  |  |  |  |  |  |
|                               |         |         |         |         |         |         |         |  |  |  |  |  |  |  |
| Autre Compétition             | 1980/81 | 1981/82 | 1982/83 | 1983/84 | 1984/85 | 1985/86 | 1986/87 |  |  |  |  |  |  |  |
| Skate America                 |         |         |         |         |         |         | 10e     |  |  |  |  |  |  |  |
| Trophée NHK                   |         |         |         |         |         |         | 3e      |  |  |  |  |  |  |  |
| Légende : A = Abandon         |         |         |         |         |         |         |         |  |  |  |  |  |  |  |